# Námluvy (Boháč)
Námluvy je komická opera o jednom dějství a devíti výstupech českého skladatele Josefa Boháče na vlastní libreto podle stejnojmenného dramatického žertu Antona Pavloviče Čechova.

## Vznik, charakteristika a historie

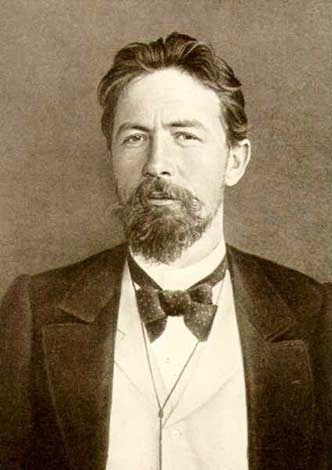
Anton Pavlovič Čechov

Námluvy jsou první a měřeno počtem inscenací nejúspěšnější opera Josefa Boháče. Jejím námětem je oblíbená hříčka A. P. Čechova, která byla několik let před vznikem opery zpopularizována oceněnou televizní inscenací Martina Friče. Libreto si z překladu Pavla Papáčka upravil skladatel sám.
I přes nízký počet pouhých tří postav se nejedná o komorní operu, orchestr je plně obsazen, ale instrumentace je velmi průhledná a skladatel využívá často sólové nástrojové výstupy (např. tuby, pikoly, bicích nebo klavíru) ke zdůraznění groteskních momentů. Muzikolog Ladislav Šíp charakterizuje Boháčův hudební styl v Námluvách jako „hledání nových možností při respektování požadavku sdělnosti“. Hudba prozrazuje smysl pro humor a grotesku a současně pro charakterizaci postav i situací, v nichž se nacházejí (Lomovovy rozpaky, neohrabanost, tvrdohlavost a „bušení srdce“, Nataljinu vznětlivost, úlisnost i strach, Čubukovovu rozšafnost a strojenou kultivovanost, která dokáže rychle spadnout). Operu uvádí vtipná předehra, a protože Námluvy jsou podle Josefa Boháče „komedii plná hádek“, je základním kamenem jejich hudební dramaturgie sled dramaticky účinně gradovaných duetů a tercetů. Přestože se jedná o veselohru ryze konverzační, hudba není pouze recitativem nebo deklamací, nýbrž obsahuje řadu kratších i rozvitějších melodických úseků.
Premiéru Boháčových Námluv uvedlo 18. března 1971 pražské Divadlo DISK při Hudební fakultě Akademie múzických umění, a to v kombinaci s operami Klíč Ivo Jiráska a Bastien a Bastienka W. A. Mozarta. Přijetí kritikou i obecenstvem bylo velmi příznivé. Ideální kombinaci Námluv s další čechovovskou groteskou Medvěd Ivo Jiráska uvedlo brzy poté Státní divadlo Zdeňka Nejedlého v Ústí nad Labem (premiéra 15. prosince 1972) a pak i Národní divadlo v Praze (premiéra 9. března 1978) . Národní divadlo svou inscenaci představilo i na festivalu Smetanova Litomyšl a převzala ji i Československá televize, na jejím základě vyšla i gramofonová deska, ke Natalju zpívá skladatelova manželka, sopranistka Marie Boháčová. Stejnou kombinaci s Medvědem uvedlo i Divadlo F. X. Šaldy v Liberci (premiéra 3. listopadu 1979), zatímco dosud poslední inscenace, kterou uvedla na scéně Komorní opery Hudební fakulta brněnské JAMU, zkombinovala Boháčovy Námluvy s operou Václava Jedličky Maximův problém (premiéra 7. března 1982).

## Osoby a první obsazení
| osoba                                                 | hlasový obor | premiéra (18. března 1971) |
| ----------------------------------------------------- | ------------ | -------------------------- |
| Stěpan Stěpanovič Čubukov, statkář                    | bas          | Miroslav Kratochvíl        |
| Natalja Stěpanovna, jeho dcera, 25 let                | soprán       | Jitka Slavíčková           |
| Ivan Vasiljevič Lomov, statkář, jejich soused, 35 let | tenor        | Luděk Löbl                 |
| Dirigent: Ivan Pařík                                  |              |                            |
| Režie: Inge Švandová                                  |              |                            |
| Scéna: Boris Halmi                                    |              |                            |

## Děj opery
Ke Stěpanu Stěpanoviči Čubukovovi přichází na nečekanou návštěvu, slavnostně vyoděný, jeho soused Ivan Vasiljevič Lomov. Čubukov ho vítá a nejdříve se z jeho obřadné a nejasné řeči domnívá, že si Lomov chce půjčit peníze; pak se ale ukáže, že se přišel ucházet o ruku Čubukovovy dcery Natalji. Čubukov se raduje (Natalju nebude snadné provdat) a odchází pro dceru, zatímco Lomov přemítá: není nijak zamilován, ale Natalja Stěpanovna je dobrá hospodyně a on přichází do kritického věku na ženění, navíc ho trápí srdeční slabost…
Natalja přichází a dává se s hostem do hovoru. Otec jí nesdělil účel Lomovovy návštěvy a nápadník je v rozpacích. Vezme své důvody zeširoka, hovoří o dávném přátelství a dobrém sousedství obou rodů a zmiňuje, že například jeho Volí loučky sousedí s březinou Čubukovových. Natalja Stěpanovna se ozve: to je mýlka, Volí loučky jsou přece jejich. Lomov jí to vyvrací a hovor se rychle změní v prudkou hádku. Ta přivolá Čubukovova, který potvrzuje svůj nárok na loučky. Dojde na nejrůznější vzájemné urážky a Lomov nakonec rozhořčeně spěchá pryč. Čubukov si oddechuje: takový člověk se chtěl ženit s jeho dcerou! Když Natalja zjistí, že si Lomov přišel pro ni, pokoušejí se o ni mrákoty a nařizuje otci, aby souseda za každou cenu přivedl zpátky.
To se podaří a Natalja je chvíli na Lomova jako med. Vyhýbá se hovoru o loučkách a zavede raději řeč na lov. Lomov se zmíní o tom, za kolik koupil svého psa Ugadaje, a Natalja míní, že přeplatil: vždyť jejich Otkataj přišel laciněji a je lepší. Toto povážlivé tvrzení nemůže Lomov nechat bez odpovědi a hovor se opět zvrtne v urputnou hádku, do níž se zapojí i Čubukov. Lomov, který si stále stěžuje na bušení srdce, nakonec z rozčílení padne do mdlob. Chvíli trvá, než si toho rozdurdění Čubukovovi všimnou. Pak ho ale Natalja něžně křísí. Čubukov využívá klidnější chvíle a rychle vyhlásí zasnoubení, než se Natalja a Lomov stačí dát do další rozepře.

## Instrumentace
Dvě flétny, hoboj, dva klarinety, fagot, tři lesní rohy, dvě trubky, pozoun, tuba, tympány, bicí souprava, celesta, klavír, smyčcové nástroje (housle, violy, violoncella, kontrabasy).

## Nahrávka
- 1982 (LP 1983 Panton 8118 0341, spolu s Jan Hanuš: Pohádka jedné noci, Evžen Zámečník: Fraška o kádi). Zpívají (Čubukov) Karel Průša, (Natalja) Marie Boháčová, (Lomov) Miroslav Frydlewicz. Orchestr Národního divadla v Praze řídí Bohumil Liška.